# Bluffkriget
Bluffkriget, även kallat Poseykriget 1915, eller Polk och Possekriget, var en av de sista väpnade konflikterna mellan USA och indianerna. Det hela började i mars 1914 genom en incident mellan en herde i Utah och Tse-ne-gat, sonen till Paiutehövdingen Polk. I kriget deltog hövding Posey som hjälpte Polk att utkämpa gerillakrig mot lokala mormonska nybyggare och Navajos poliser. Konflikten handlade om staden Bluff, och slutade i mars 1915 då Polk och Posey kapitulerade för USA:s armé.

### Fotnoter
1. ↑  ”Arkiverade kopian”. Arkiverad från originalet den 18 december 2017. https://web.archive.org/web/20171218085213/http://historytogo.utah.gov/people/ethnic_cultures/the_history_of_utahs_american_indians/chapter6.html. Läst 18 september 2012.
2. ↑  http://content.lib.utah.edu/cdm4/item_viewer.php?CISOROOT=/USHS_Class&CISOPTR=20904
3. ↑  http://www.sanjuan.k12.ut.us/sjsample/POSEY/WEBDOC13.HTM#1915 Arkiverad 23 april 2012 hämtat från the Wayback Machine. Indian War